# 纸牌屋 (第一章)
〈第一章〉（英語：Chapter 1），或称〈101集〉（Episode 101），是美国一部以政治为题材的电视连续剧《纸牌屋》的试播集，也是该剧第一季的第一集。本集与该剧第一季所有剧集所有在2013年2月1日于美国串流媒体网站Netlix首次全部放送。该集后来成为第一个赢得黄金时段艾美奖的网播剧。
法兰克·安德伍德（凱文·斯貝西饰）是一位野心勃勃的民主党国会议员，他担任着众议院多数党党鞭一职。 法兰克曾经在总统选举时期大力帮助加勒特·沃克（迈克尔·吉尔饰），最终帮助其赢得美国总统的选举。总统沃克曾答应法兰克在成功竞选后指认法兰克为国务卿。但就在总统宣誓就职之前，幕僚長琳达·瓦斯奎兹（沙基納·賈弗里饰）宣称沃克总统不会履行之前的协议，取而代之会指认参议员米高·科恩作为国务卿。愤怒之下，法兰克和他当时身为环境保护运动人士的妻子克莱尔·安德伍德（罗宾·怀特饰）一起阻挡科恩的国务卿之路。《先驅報》记者佐伊·巴恩斯 (凱特·瑪拉饰) 在与法兰克的暗地信息交换中，也成为了法兰克展开报复的助手之一。
這集取得影評家廣泛的好評。他們大都對法蘭夫婦和佐伊·巴恩斯的角色設計留下深刻印象。

## 劇情
美國南卡羅來納州第五國會選區民主黨籍國會議員兼眾議院多數黨黨鞭法蘭克·安德伍德步出家門，目睹開車的鄰居把一頭狗碰得奄奄一息。法蘭克走到鏡頭面前指痛苦有兩種—一種令人不愉快卻是必要的，另一種是無用的，故他將那頭狗其勒死。通過打破第四面牆，劇組向觀眾展示出主角冷酷無情、極為現實的一面。之後，法蘭克與其妻克萊爾出席一個由總統候選人加勒特·沃克舉辦的元旦前夕派對。安德伍德對觀眾表明自己並不喜歡沃克，但為了政治前景及出任國務卿才屈從於他。
其後，法蘭克獲沃克的幕僚長琳達·瓦斯奎茲接見，後者告之他將不獲提名為國務卿，又希望他留在國會，憑他豐富的從政經驗協助沃克在上任後推行教育改革。法蘭克起初勃然大憤，但冷靜過來後則表示服從。此外，琳達還透露科羅拉多州參議員米高·科恩才是國務卿的正式人選。在感到遭背叛和妻子鼓動下，法蘭克萌生出一系統的報復計劃，他將此想法告知其幕僚長和親信道格·史丹巴。另一邊廂，克萊爾有意把她經營的非牟利機構「淨水計劃」裁減一半人手，以拓展業務到展到其它國家，這令她的辦公室主任吉蓮·高爾左右為難。
鏡頭轉到《先驅報》的辦公室裡，不受報館重視的女記者佐伊·巴恩斯為成就一翻事業於晚上拜訪法蘭克，提議剛失落國卿務寶座的後者給予她一些爆炸性的獨家政治新聞。作為回報，她願意擔當其喉舌，並保證對他提供內幕消息的事緘口不提。法蘭克未被打動，反下逐客令。同一個晚上，新晉民主黨籍眾議員彼得·羅素因酒後駕駛被警方逮捕。法蘭克認為羅素有利用價值，於是指示有意角逐州長的警察總監放過這名眾議員。躲過一劫的羅素隨即與女友及其秘書克莉絲汀娜·加拉格會面，他謊稱被捕時只得自己一個，而事實上跟他在車上的還有妓女瑞秋·波斯納。
翌日，法蘭克與致力推動教育改革的議員朗奴·巴里摩爾面談。為了執行這方案，巴里摩爾主張加稅，法蘭克反對並要求他重寫一遍。此時，法蘭克想起巴恩斯之前提起的交易，於是將這方案的副本秘密地交給她。不久後，法蘭克和參議員嘉芙蓮·杜蘭特見面，叮嚀她應清楚考慮提名誰人出任國務卿。另外，法蘭克還要脅羅素要為他效命，否則就會把他酒後駕駛和召妓等醜聞公諸於世，毫無選擇的羅素只好妥協。
在《先驅報》的辦公室，巴恩斯憑著法蘭克給她的教育改革方案副本取得上司盧卡斯·古德溫和湯姆·漢默施密特的嘉許。二人決定把此方案的內容登上新聞標題，又將經驗老到的記者簡寧·斯高斯基供她差遣。翌日早上，即沃克參與總統就職典禮的第二日，法蘭克光臨弗迪燒烤店享用早餐。同時，巴里摩爾的教育改革方案果然登上《先驅報》的頭版，並被該報形容為極左。

## 製作

### 劇本創作
《紙牌屋》改編自1990年於英國BBC播映的同名電視劇。美國獨立電影工作室媒體版權資本購入原作的相關權利後找來大衛·芬查，希望他能夠製作一部全新的電視劇集。芬查及後在雙親的推動下看了原作一遍後就深深愛上此劇，並同意擔任新作品的編劇。為此，他又拜訪鮑爾·威利蒙，後者曾經是霍華德·迪安和希拉里·克林頓等多位政治家的助理。二人一拍即合，又探討如何將此劇的背景移植到白宮等問題。在決定把《紙牌屋》製作搬上工作日程後，威利蒙開始創作第一季的13集劇本。為成功吸引電視台購入劇本，第一集的劇本寫得十分仔細，共60頁之多，每個重要角色的背景和政治理念等一一構想過。威利蒙透露他未有把首集當成試播集般看待，又云﹕「要麼拍一整季或拍也不拍」。儘管芬查和威利蒙十分投契，二人在該不該將法蘭克殺狗的情節加入劇中出現分歧。威利蒙覺得這樣做會流失觀眾，芬查認為這是劇情需要，並無不妥。最終，經一番討論後，威利蒙改變立場。為了拍攝這幕又免遭投訴，狗並沒有出現於鏡頭中，觀眾只會聽到牠的鳴叫。威利蒙解釋看不到狗卻聽到牠的哀鳴可達到令觀眾「倍感心寒」的效果，又直言如有人受不了此情節，「那麼此劇不適合你」。

### 選角
導演大衛·芬查指劇中所有主角的人選均是他的首選。在初次的劇本通讀前，他對一眾演員們表示﹕「你們是我們的首選，故請各位認真看待這次通讀」。事實上，劇組在主角的人選上並沒有作任何後備方案，大衛指奇雲·史柏西是扮演法蘭克·安德伍德的唯一選擇﹕「若果史柏西拒絕了我們的邀請，真的不知如何是好」，編劇鮑爾·威利蒙更指「要麼找史柏西來當男主角，要麼什麼也不拍」。幸好的是史柏西在接過這集的劇本後就同意參演。值得一提的是，史柏西對上一次參與電視演出已是1987年至1900年的事。當時，他是《特警4587》常設角色之一。對於事隔二十多年重返電視圈，他指這是個「有趣的」經歷﹔同時又解釋演過理查三世對他這次的演出很有幫助。據報，史柏西是在2011年3月18日正式進入劇組。三個月後，扮演女主角克萊爾的羅冰·活麗也成為劇中一員，她是在與芬查共同拍攝《龍紋身的女孩》時被看中的。當時，芬查把《紙牌屋》的劇本交給活麗看後就得到她同意參演。於本集中協助法蘭克的記者佐伊·巴恩斯由凱特·瑪拉出演。瑪拉在2012年2月初獲邀參演，她憶述當時看過數集劇本，然後「沒過問太多」就答應參演，全因她相信威利蒙的能力。

## 回響

### 評論界反應
這一集取得廣泛的好評，尤其是開場時法蘭克殺狗的一幕。《電視指南》評論員馬特·羅什讚揚法蘭克道出「對無用的事沒耐性」的自白表現出權術的極致。《波士頓環球報》的馬修·吉爾伯特則有不同的見解，他主張法蘭克殺死奄奄一息的狗是出於慈悲，而在溫和的背景音樂襯托下，顯得他「不是那麼殘暴」。對於眾人的分析，鮑爾·威利蒙解釋這幕的用意是說明法蘭克眼中根本沒有對與錯，只有是否有用。《時代》電視首席評論家占士·波尼沃茲克則把焦點集中在這集的最後一幕，即法蘭克早上去燒烤店享用早餐的場景。波尼沃茲克相信不論在表面上和暗喻上，這幕是呼應法蘭克在這集中段要把對手們「吞下」和「在鍋中煎炸」的誓言。同時還補充安德伍德這姓氏可能參考自威廉安德伍德公司，一家以出名火腿為名的食品生產商。
除了法蘭克外，克萊爾同樣受到關注。羅什表示如果前者是善於玩弄權術之人，那麼鼓勵其夫重奪權位並且無情地經營非牟利組織的克萊爾就是馬克白夫人，後者是一名具有野心的虛構角色。《華盛頓郵報》的漢克·斯圖弗以「冰雪皇后」來形容克萊爾，認為她對法蘭克表示「你從來不對任何人道歉，包括我在內」其實是對丈夫的一種鞭策。來自《華爾街日報》的蘭絲·德沃爾夫·史密夫在同時評論首兩集時指法蘭克夫妻均熱衷權力，彼此利用和鼓動對方以達到目標是《紙牌屋》獲得好評的關鍵。配角佐伊·巴恩斯也引起評論家的興趣。吉爾伯特指她的天真與老謀深算的角色們形成鮮明對比。反觀，《紐約時報》的亞歷山大·斯坦利認為巴恩斯以其智慧盡得法蘭克的信任，證明這名女記者同樣是深不可測的。斯坦利的同僚艾希莉·帕克亦有相同的見解，深信她向法蘭克表明不會透露其身份，只報導他想要的並不作質疑足以證明她是相當取進的人。
這集的一些缺點同時遭到詬病。《華盛頓郵報》斯圖弗對劇中以華盛頓作故事背景卻是在巴爾的摩拍攝感到不滿，又批評劇情發展得太快，令觀眾無法在一時三刻消化得了。此外，他還對劇中使用打破第四面牆的方法頗有微言，認為這敘事手法「不明智」。《華爾街日報》的史密夫也指這樣做令劇集「失去重心」。

### 獎項和提名
2013年7月18日，第一集獲得4項黃金時段艾美獎提名，其中包括最佳劇情類劇集導演、最佳單攝像機劇集攝影、最佳單攝像機劇集圖像剪接以及最佳原創劇集編曲，使《紙牌屋》成為首個取得黃金時段艾美獎提名的網絡劇集。隨後，大衛·芬查和艾吉爾·布萊德奪得最佳劇情類劇集導演和最佳單攝像機劇集圖像剪接獎，也成為第一個獲得艾美獎的網絡劇集。